# نورث أمريكان إف-100 سوبر سابر
الإف-100 سوبر سابر (بالإنجليزية: F-100 Super Sabre) هي طائرة حربية نفاثة من إنتاج شركة نورث أميريكان أفياشن الأمريكية لصناعة الطائرات. خدمت الإف-100 في القوات الجوية الأمريكية منذ 1954 وحتى 1971. وخدمت في القوات الجوية للحرس الوطني الأمريكي حتى عام 1979. استخدم معدن التيتانيوم بكثافة في هذه الطائرة كما أنها كانت قادرة على التحليق بسرعات فوق صوتية.
صممت الإف-100 أساسا كتطوير وامتداد للإف-86 سابر. بتطويرها كمقاتلة-قاذفة تم استبدال الإف-100 بالطائرة إف-105 ثاندرتشيف والتي تطير بسرعة ماخ 2 في مهمات القصف خلال حرب فييتنام. استخدمت الإف-100 بكثافة فوق جنوب فييتنام خلال تلك الحرب كطائرة دعم جوي قريب حتى استبدلت بالطائرة الأكثر كفاءة والتحت صوتية الإيه-7 كورسير. كما خدمت الإف-100 في عددا من القوات الجوية التابعة لحلف الناتو ودول أخرى حليفة للولايات المتحدة.

## التصميم والتطوير

ديناميكيات الطيران مع النص

في يناير 1951، قدمت النورث أميريكان أفياشن اقتراحا للقوات الجوية الأمريكية بتطوير مقاتلة نهارية فوق صوتية. كانت تشمى «سابر 45» نسبة إلى أن اجنحتها كانت مرتدة للوراء بزاوية قدرها 45°، وكانت تعد تطورا لإف-86 سابر. تم فحص فحص النموذج في 7 يوليو 1951 وبعد أكثر من مئة تعديل، تم قبول الطائرة باسم إف-100 في 30 نوفمبر 1951. في 3 يناير 1952، طلبت القوات الجوية الأمريكية نموذجين أوليين. ثم في شهر فبراير طلب 23 طائرة إف-100 إيه، ثم 250 اخرين في أغسطس.
طارت ال YF-100A لأول مرة في 25 مايو 1953، أي قبل سبعة شهور من الميعاد المحدد. وصلت لسرعة ماخ 1.05 على الرغم من أنها زودت بمحرك تم تقييمه على أنه ضعيف. طار النموذج الأولي الثاني في 14 أكتوبر 1953. خرجت أول إف-100 إيه من خطوط الإنتاج في 9 أكتوبر 1953. كان التقييم العملي من قبل القوات الجوية للإف-100 في الفترة من نوفمبر 1953 إلى ديسمبر 1955 هو أن الطائرة لها أداء متفوق إلا انها ليست جاهزة بعد للتعبئة على مستوى كبير نظرا للعيوب الكثيرة في التصميم. نظرا لتلك العيوب قتل الطيار «جورج ويلش» التابع لشركة نورث أميريكان وهو يختبر الإف-100 إيه في 12 أكتوبر 1954.
رغم كل هذا، نتيجة للتأخير في برنامج الإف-84 إف ثاندرستريك، طلبت القوات الجوية الإف-100 للخدمة. كما طلبت أن تكون النسخ المقبلة من الإف-100 مقاتلة-قاذفة وأن تكون لديها القدرة على القاء القنابل النووية.

## المواصفات

### الصفات العامة
- الطاقم: 1
- الطول: 15.2 متر.
- المسافة بين الجناحين: 11.81 متر.
- الارتفاع : 4.95 متر.
- مساحة الأجنحة: 37 متر².
- الوزن فارغة: 9,500 كجم.
- الوزن محملة: 13,058 كجم.
- أقصى وزن محمله: 15,800 كجم.
- المحرك: محرك واحد من النوع برات أند ويتني جيه-57 يعطي قوة دفع 45 كيلو نيوتن، 71 كيلو نيوتن بالحارق الخلفي

## معرض صور

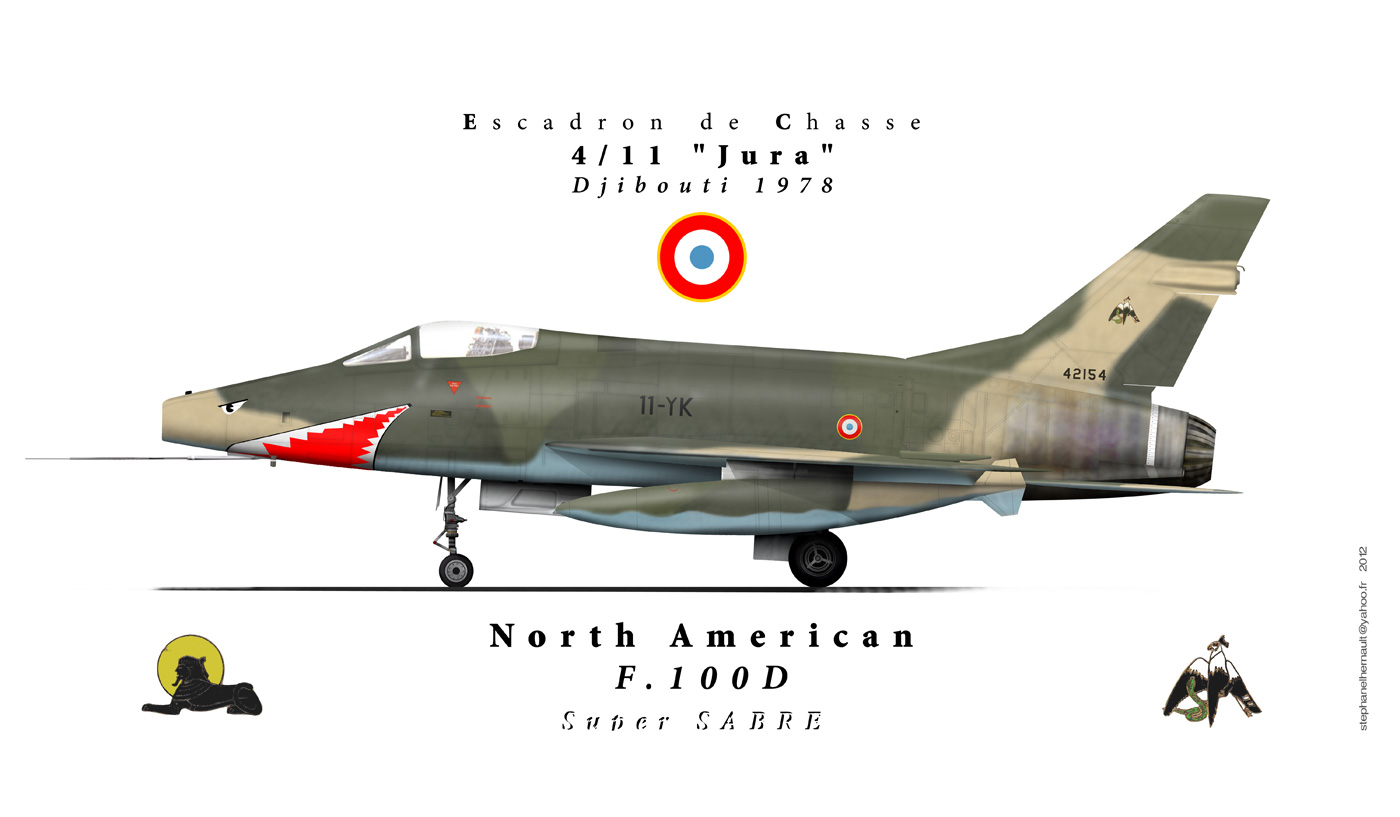
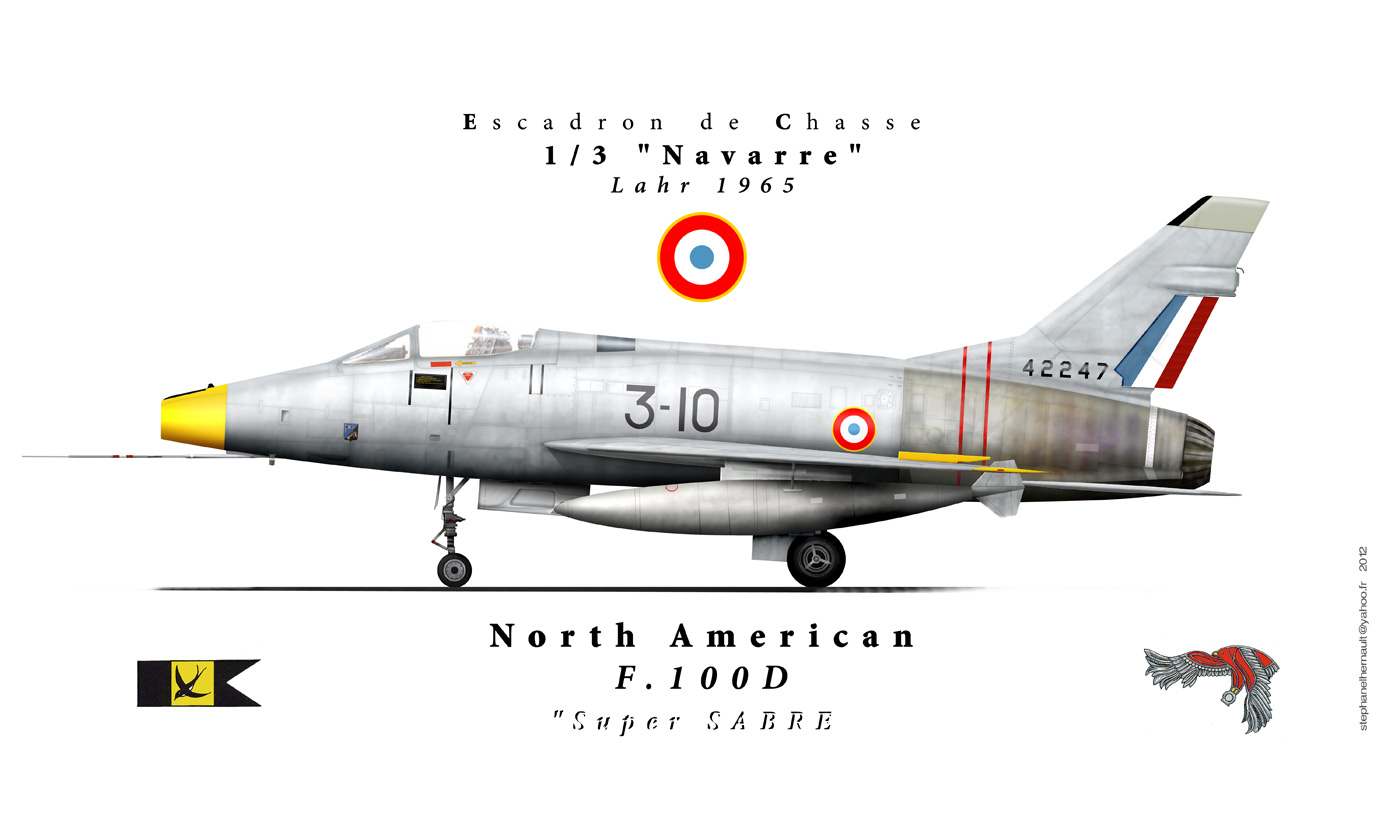
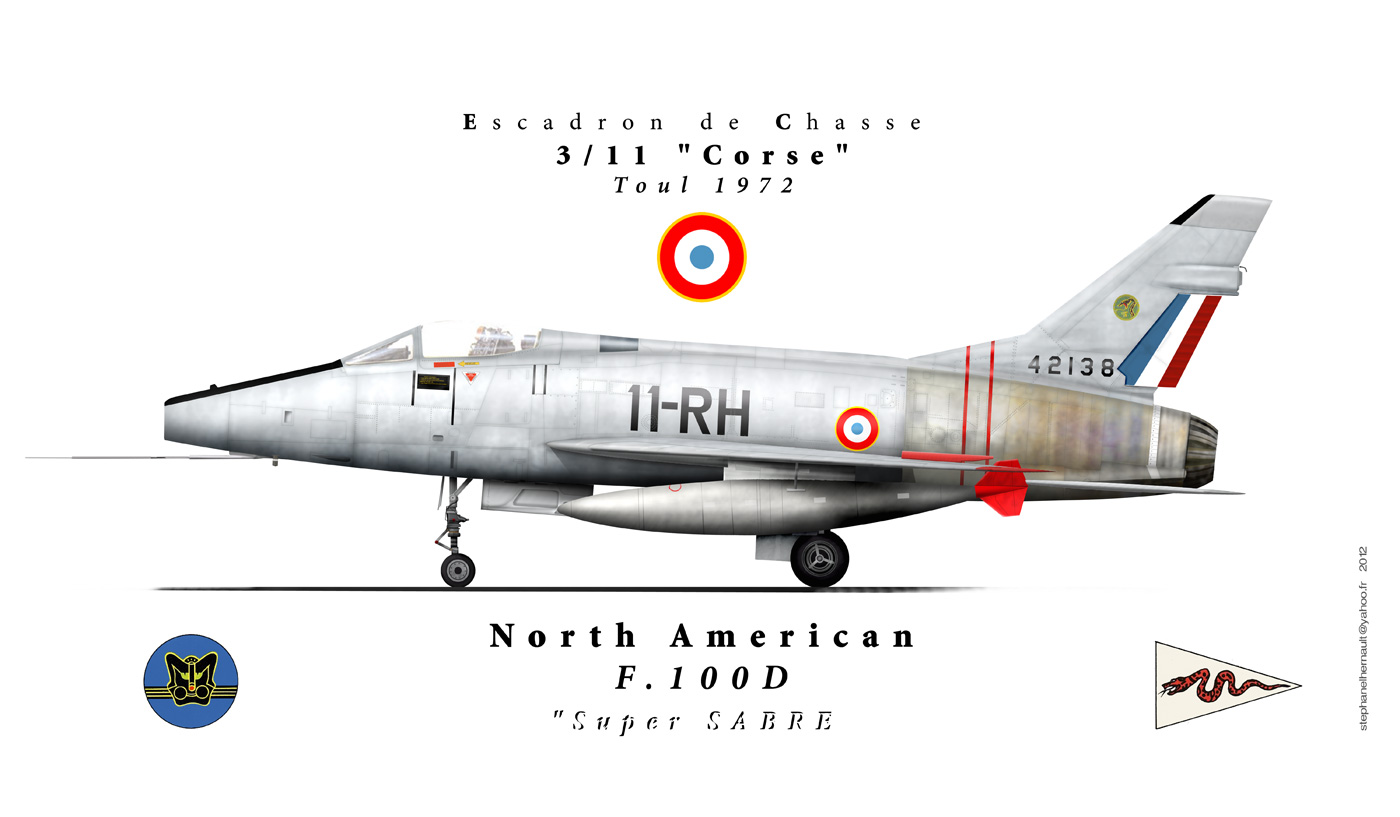
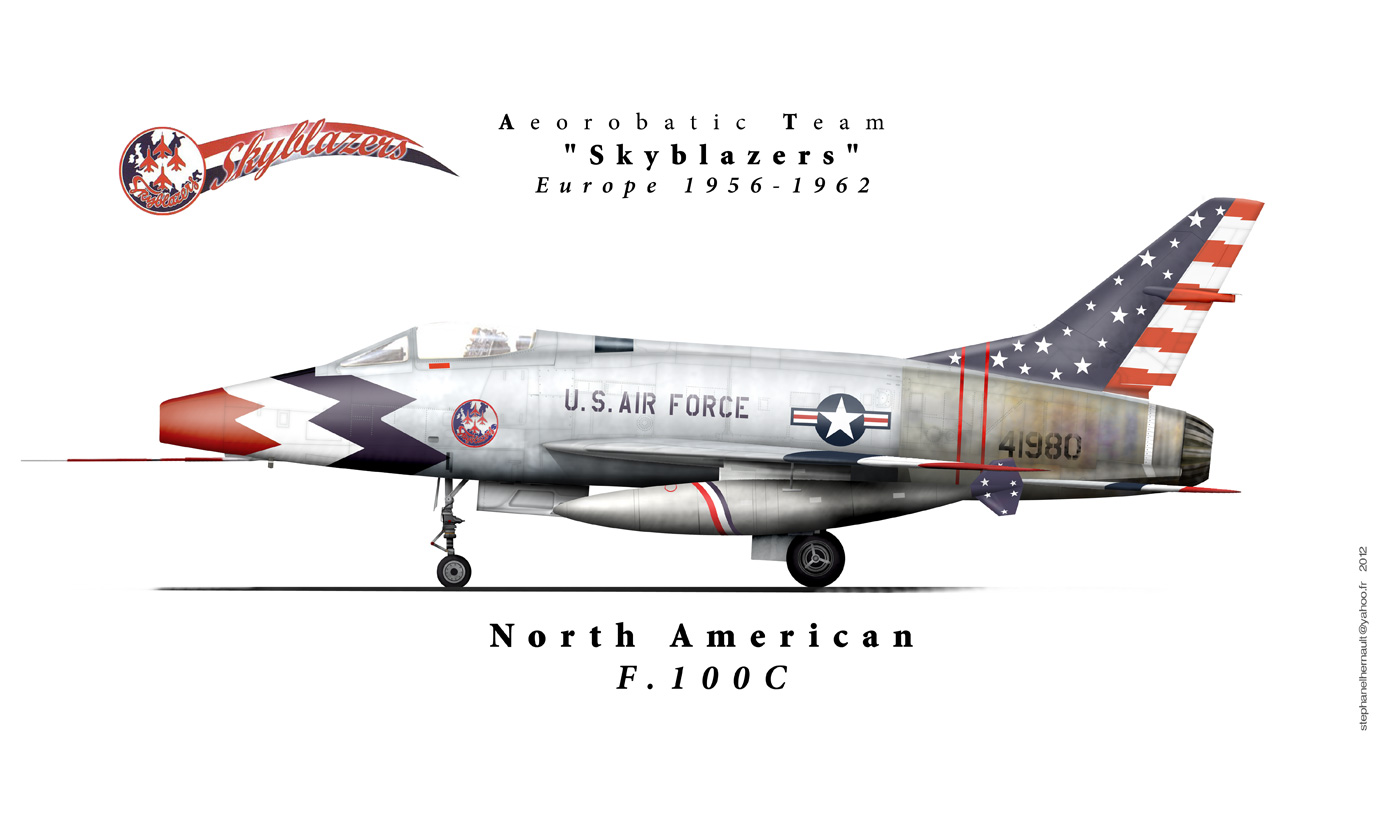

### الأداء
- السرعة القصوى: 1390 كيلومتر/ساعة.
- المدى: 3210 كيلومتر.
- أقصى ارتفاع: 15,000 متر.
- معدل الصعود: 114 متر/ثانية.
- النسبة دفع-وزن: 0.55